# 格萊諾拉 (紐約州)
格萊諾拉（英語：Glenora）是位於美國紐約州耶芝縣的非建制地區。

## 歷史
格萊諾拉的郵局於1868年設立，其後於1935年停運。

## 地理
格萊諾拉所處的海拔為高於海平面205米（即673英呎），而該地所採用的時區為UTC-5，即北美东部时区（EST）。同時該地設有夏令時間，為UTC-5調快一小時，即UTC-4（EDT）。